# Jack Pani
Jacques « Jack » Pani (né le 21 mai 1946 à Troyes) est un athlète français, spécialiste du saut en longueur. Il est l’époux de la sprinteuse Nicole Pani.

## Carrière
Jeune apprenti aux ateliers SNCF de Romilly-sur-Seine, il est repéré pour ses qualités athlétiques. Il se licencie en 1962 (à 16 ans) au club local, l'UAR (union athlétique de Romilly) qui deviendra l'AS Romilly en 1966. Il se spécialise rapidement au saut en longueur où ses qualités s'expriment le mieux. Les progrès sont rapides : 6,69 m en 1963 (en cadet), 7,15 m en junior en 1965 où il se classe deuxième des championnats de France, ce qui lui permet de revêtir pour la première fois le maillot de l'équipe de France lors de deux matches internationaux juniors. Il intègre ensuite le Bataillon de Joinville pour effectuer son service militaire ce qui lui permet de réaliser d'importants progrès au cours de l'année 1966 qu'il termine avec un record porté à 7,84 m. Cette même année, il participe aux championnats d'Europe à Budapest (onzième). A la fin de l'année, il quitte l'AS Romilly pour rejoindre l'AS Est Paris. 
Le 24 juin 1967 à Colombes, lors du match d'athlétisme France-URSS, Jack Pani devient le premier Français à dépasser les huit mètres au saut en longueur avec un bond à 8,02m en établissant ainsi un nouveau record de France. Jack Pani remporte son premier titre de champion de France la même année à Colombes avec la marque de 7,91 m. En fin d'année, le 19 octobre 1967 à Mexico lors d'une compétition préolympique, il porte le record de France à 8,03 m. Conservant son titre national l'année suivante, il en profite pour améliorer de nouveau son record de France en retombant à 8,08 m le 28 juillet 1968 à Colombes. Il est sélectionné pour les Jeux olympiques de 1968 où il se classe septième de la finale avec un bond à 7,97 mètres.
En 1969, lors du match France-Pologne disputé au stade de Colombes et remporté par les tricolores par 218|points contre 192, Jack Pani prend la première place de sa spécialité avec un saut de 8,22 m réalisé avec un vent favorable de 3 mètres, en devançant un autre tricolore, Gérard Ugolini, ayant sauté lui-même 8,12 m.
En juin 1969, le Français établit la meilleure performance, sans vent favorable, de sa carrière en sautant 8,16 m (nouveau record de France) lors du meeting de Pulversheim. Il s'adjuge ensuite son troisième titre national consécutif avec la marque de 8,04 m.
En 1970, il réalise la meilleure performance mondiale de l'année, avec vent favorable, en sautant 8,19 m lors des demi-finales masculines de la Coupe d'Europe disputées à Zurich. Il remporte également le concours de la finale de la Coupe d'Europe à Stockholm avec un saut de 8,09 m et restera ainsi invaincu durant toute la saison.
En 1971, Jack Pani remporte le Mémorial Méricamp avec un saut de 7,86 m [3], puis ses quatrièmes Championnats de France (8,02 m) et s'impose par ailleurs lors des Jeux méditerranéens d'Izmir en établissant un nouveau record de la compétition avec 7,90 m. En début de saison 1972, le Français se classe sixième de la finale des Championnats d'Europe en salle se déroulant à Grenoble. Blessé en cours de saison, il doit renoncer à participer aux jeux olympiques de Munich.
Il détient son dernier record de France pendant sept ans, c'est-à-dire jusqu'au saut de Jacques Rousseau mesuré à 8,26 m aux championnats de France de juin 1976 auxquels assiste Jack Pani en tant que spectateur.

## Palmarès
- 31 sélections en équipe de France A pour 15 victoires ;
- Deux sélections en équipe de France Jeune.

### International
| Date | Compétition                    | Lieu     | Place | Marque |
| ---- | ------------------------------ | -------- | ----- | ------ |
| 1968 | Jeux olympiques                | Mexico   | 7e    | 7,97 m |
| 1971 | Jeux méditerranéens            | Izmir    | 1er   | 7,90 m |
| 1972 | Championnats d'Europe en salle | Grenoble | 6e    | 7,79 m |

### National
- Champion de France de saut en longueur en 1967, 1968, 1969 et 1971.

## Records
| Performance | Lieu        | Date            |
| ----------- | ----------- | --------------- |
| 8,02 m      | Colombes    | 24 juin 1967    |
| 8,03 m      | Mexico      | 19 octobre 1967 |
| 8,08 m      | Colombes    | 28 juillet 1968 |
| 8,16 m      | Pulversheim | 22 juin 1969    |